# Ганс Файхінгер
Ганс Файхінгер (нім. Hans Vaihinger; 25 вересня 1852, Нерен, біля Тюбінгена — 18 грудня 1933, Галле) — німецький філософ-песиміст, професор університетів Страсбурґа (від 1883) та Галле (від 1906), автор «Філософії „начебто“» («Philosophie des Als Ob», Berlin, 1911), засновник фікціоналізма.

## Філософські погляди
Став відомим у філософській літературі головно своїм п'ятитомним коментарем до «Критики чистого розуму» Канта. Перший том містить коментар до передмови 1-го видання «Критики…» та до вступів 1-го та 2-го видань, де запропонував новий виклад ставлення Канта до Юма, а також «методологічний аналіз критики чистого розуму».
Файхінгер сприяв становленню правильного погляду на розвиток теоретичної філософії Канта, прийнявши в процесі цього розвитку два періоди, в кожному з яких розрізнив по три сходинки:
- «До критицизму»:

1. Догматичний погляд Лейбніца, 1750–60;
2. Емпіричний вплив Юма, 1760–64;
3. Критичний погляд («Мрії духовиди»), 1765–66;

- «Всередині власне критицизму»:

1. Догматичний вплив «Нових дослідів» Лейбніца, 1769;
2. Скептичний вплив Юма (листи до Герца), 1772;
3. Критицизм, 1781.

Головні статті Файхінгера, присвячені Канту:
- «Die Erdmann — Arnoldtsche Controverse über Kants Prolegomena» (у «Philosophische Monatshefte», 1880);
- «Zu Kants Widerlegung des Idealismus» (у «Strassburger Abhandlungen für Philosophie»).

Разом з Рейке Файхінгер укладає бібліографію про Канта, яку був почав друкувати в «Altpreussische Monatsschriften» (1882). Друкував журнал, спеціально присвячений Канту: «Kantstudien».
Файхінгер входить до тієї фракції неокантіанців, яка слідом Ланге намагається провести суб'єктивістський скептицизм. З-поміж його праць у цьому напрямку друкують «Hartmann, Dühring und Fr. A. Lange» (Ізерлон, 1876).
Крім істотного внеску до справи розвитку філософської спадщини Канта, Файхінгер відомий як продовжувач традицій європейського песимізму XIX ст. таких його представників як Шопенгауер і Ніцше, про філософію якого оповідає рукопис «Ніцше. Філософ заперечення».
Файхінгер у запропонованій концепції фікціоналізма висунув ідею про створювані людьми пояснювальні фікції (гіпотетичні фікції), які і дозволяють людині сприймати світ — перетворюють предмети світу на об'єкти пізнання. До пояснювальних фікцій людина ставиться «начебто їх об'єкти реальні».